# Пятый битл
«Пятый битл» (англ. Midas Man) — биографический фильм о жизни музыкального менеджера Брайана Эпстайна. Режиссёром стал Джо Стивенсон, заменивший Йонаса Окерлунда и Сару Шугарман по ходу съёмок. Главные роли исполнили Джейкоб Форчун-Ллойд, Эмили Уотсон и Эдди Марсан.
Премьера фильма состоялась на 32-м Фестивале еврейского кино в Торонто 30 мая 2024 года.

## Сюжет
Фильм рассказывает о том, как Брайан Эпстайн в возрасте 25 лет добился славы, открыв для широкой публики ряд исполнителей, включая The Beatles, Силлу Блэк и Gerry and the Pacemakers, а затем его жизнь трагически оборвалась в возрасте 32 лет.

## В ролях
- Джейкоб Форчун-Ллойд — Брайан Эпстайн
- Эмили Уотсон — Малка, мать Эпстайна
- Эдди Марсан — Гарри, отец Эпстайна
- Омари Дуглас — Лонни Тримбл
- Рози Дэй — Силла Блэк
- Лукас Гейдж — Текс Эллингтон
- Чарли Палмер Ротвелл — Джордж Мартин
- Билл Милнер — Клайв, брат Эпстайна
- Джей Лено — Эд Салливан
- Джона Лис — Джон Леннон
- Блейк Ричардсон — Пол Маккартни
- Лео Харви Элледж — Джордж Харрисон
- Кэмпбелл Уоллес — Ринго Старр
- Адам Лоуренс — Пит Бест
- Джордан Келли — Джерри Марсден

## Производство
Совместное производство кинокомпаний StudioPow и Trevor Beattie Films и Er Dong Pictures, которая будет распространять фильм в Китае. В июле 2020 года стало известно, что режиссёром станет Йонас Окерлунд. В интервью The Guardian Окерлунд рассказал, что он изучал деятельность Эпстайна почти два года. Он также сказал, что беседовал с людьми, которые знали Эпстайна, включая Джерри Марсдена из группы Gerry and the Pacemakers: «Он рассказал мне истории, которые не были напечатаны и которые мы включим в наш фильм». В апреле 2021 года Джейкоб Форчун-Ллойд был утверждён на главную роль Брайана Эпстайна. В июле права на прокат фильма были проданы компании Signature Entertainment. В сентябре в актёрский состав вошли Эмили Уотсон, Эдди Марсан и Омари Дуглас, а Рози Дэй, Лукас Гейдж, Чарли Палмер Ротвелл и Билл Милнер — в октябре.
12-недельные съёмки начались в Ливерпуле 11 октября 2021 года, но были приостановлены на три недели после того, как в ноябре Окерлунд покинул производство. В опубликованном заявлении утверждалось, что съёмки продолжатся в том же месяце в Лондоне и переместятся в Лос-Анджелес, в начале января. Сара Шугарман была приглашена в качестве замены Окерлунда несколько недель спустя, при этом никаких пересъёмок не ожидалось, и съёмки по-прежнему планировалось начать вскоре после этого. В конце ноября к актёрскому составу присоединились Джей Лено, Джона Лис, Блейк Ричардсон, Лео Харви Элледж, Кэмпбелл Уоллес и Адам Лоуренс, и было опубликовано первое фото с несколькими членами актёрского состава в студии Abbey Road. Съёмки, однако, не возобновились в ноябре, поскольку несколько членов команды покинули съ`мочную группу, Шугарман по-прежнему проходила акклиматизацию, и производство было близко к приостановке на Рождество. В опубликованном заявлении говорится, что после трёхмесячного перерыва съёмки начнутся в США в конце января, а затем продолжатся в Великобритании.

## Восприятие
«Пятый битл» был отмечен наградой за лучший фильм на Бирмингемском кинофестивале.
На сайте-агрегаторе рецензий Rotten Tomatoes 81 % из 21 рецензии критиков положительны со средней оценкой 6,2 из 10.
Критик The Guardian Лесли Фельперин оценила фильм на 3 балла из 5, назвав его «неровным, но благонамеренным биографическим фильмом» и написав: «Нагромождение архивных кадров и очевидные театральные приёмы, такие как проекция на два экрана и монологи Форчуна-Ллойда, разрушающие четвёртую стену, помогают отвлечься от того факта, что бюджета недостаточно для воссоздания ключевых моментов в истории „Битлз“… Всё это подчас слишком благочестиво и безопасно — возможно, не хватает остроты рок-н-ролла, — но основная идея глубоко проникновенна». Игорь Гаврилов в статье для «Коммерсантъ» отметил: «Фильм „Пятый битл“ вряд ли можно назвать кинематографическим шедевром, и с производством у него всё сложилось неидеально. Но это внятно рассказанная и довольно трагичная история одинокого творца, писавшего прекрасную музыку не нотами, а людьми».